# Metastelma rupicola
Metastelma rupicola är en oleanderväxtart som beskrevs av Ignatz Urban. Metastelma rupicola ingår i släktet Metastelma och familjen oleanderväxter. Inga underarter finns listade i Catalogue of Life.